# Ortoaminoazotolueno
Orto-Aminoazotolueno, toluazotoluidina ou 2-metil-4-[(2-metilfenil)azo]-benzenamina, é um composto orgânico, um corante azoico de fórmula molecular C14H15N3, massa molecular 225,29, ponto de fusão 101-102 °C.
Quimicamente, é o homólogo metilado do corante amarelo de anilina.
Possui como sinônimos e nomes no mercado de corantes ‘’o’’-aminoazotoluol, Amarelo Rápido ao Óleo, Amarelo Solvente 3, Fast Garnet GBC Base
Classificado com o número CAS 97-56-3, CBNumber	CB5710733, PubChem CID 7340 / ID 24869753, MOL File 97-56-3.mol.

## Obtenção
É obtido pela diazotação da orto-toluidina com posterior copulação com a orto-toluidina.

## Usos
É uma substância intermediária da síntese do corante Sudan IV. É usado como um padrão analítico, em análises ambientais.

## Segurança
Apresenta frases de risco 45-22-43 e de segurança 53-45.
Apresenta-se normalmente como um pó vermelho-acastanhado sem odor, insolúvel em água mas solúvel em óleos e outros líquidos apolares.
Pode formar misturas explosivas com o ar.
Apresenta reatividade pela adição de sais metálicos ou ácidos fortes. Pode formar gases tóxicos pela mistura com ácidos, aldeídos, amidas, carbamatos, cianetos, fluoretos inorgânicos, compostos orgânicos halogenados, isocianatos, cetonas, metais, nitretos, peróxidos, fenóis, epóxidos, haletos de acila e agentes oxidantes ou redutores fortes.
Gases inflamáveis são formados pela mistura com metais alcalinos. Combinações explosivas podem ocorrer com agentes oxidantes fortes, sais metálicos, peróxidos e sulfetos.